# Bambiraptor
Bambiraptor là một chi khủng long theropoda thuộc họ Dromaeosauridae sống vào thời kỳ Creta muộn (cách nay khoảng 72 triệu năm), được mô tả bởi những nhà khoa học tại đại học Kansas, đại học Yale, và đại học New Orleans.
Hóa thạch mẫu gốc dài gần một mét, song mẫu vật này có vẻ chưa trưởng thành, và có lẽ Bambiraptor thực sự chỉ là Saurornitholestes còn non. Vì kích thước nhỏ, nó được đặt tên Bambiraptor feinbergi, theo nhân vật trong phim Disney quen thuộc, và theo họ của một gia đình giàu có đã mua và trao mẫu vật cho bảo tàng Lịch sử Tự nhiên Graves ở Florida.